# Chuncheon Challenger 2009
Il Chuncheon Challenger 2009, noto come Flea Market Cup 2009 per motivi di sponsorizzazione, è stato un torneo professionistico di tennis maschile giocato sul cemento indoor. Faceva parte dell'ATP Challenger Tour 2009 e si è giocato a Chuncheon, in Corea del Sud, dal 2 all'8 novembre 2009. È stata la quinta e ultima edizione del torneo, le quattro edizioni precedenti si erano giocate a Busan.

## Partecipanti

### Teste di serie
| Nazionalità   | Giocatore         | Ranking* | Testa di serie |
| ------------- | ----------------- | -------- | -------------- |
| Paesi Bassi   | Thiemo de Bakker  | 111      | 1              |
| Taipei cinese | Lu Yen-hsun       | 118      | 2              |
| Slovacchia    | Lukáš Lacko       | 126      | 3              |
| Israele       | Harel Levy        | 138      | 4              |
| Corea del Sud | Im Kyu-tae        | 163      | 5              |
| Australia     | Marinko Matosevic | 174      | 6              |
| Russia        | Alex Kuznetsov    | 193      | 7              |
| Corea del Sud | Lee Hyung-taik    | 211      | 8              |

- Ranking al 26 ottobre 2009.

### Altri partecipanti
Giocatori che hanno ricevuto una wild card:
- Cho Soong-jae
- Kim Sun-yong
- Lim Yong-kyu
- Noh Sang-woo

Giocatori passati dalle qualificazioni:
- Jun Woong-sun
- Sadik Kadir
- Kim Young-jun
- Hiroki Moriya (Lucky Loser)
- Daniel Yoo

## Campioni

### Singolare
Lu Yen-hsun ha battuto in finale  Igor Sijsling con il punteggio di 6–2, 6–3

### Doppio
Andis Juška /  Dmitrij Sitak hanno battuto in finale  Lee Hsin-han /  Yang Tsung-hua con il punteggio di 3–6, 6–3, [10–2]